# Woodside (Australia Południowa)
Woodside – miasto w Australii, w stanie Australia Południowa.